# Парламентские выборы в Португалии (2011)
Парламентские выборы в Португалии прошли 5 июня 2011 года, на два года раньше срока.
230 депутатов избираются по пропорциональной избирательной системе с использованием метода д’Ондта и квотами для административных округов (от 2 депутатов в округе Порталегри до 48 в округе Лиссабон), а также для Азорских островов, острова Мадейра, диаспоры в Европе и диаспоры за пределами Европы.
Досрочные выборы были назначены после вотума недоверия 23 марта социалистическому правительству Жозе Сократеша, которое не сумело справиться с бюджетным дефицитом и другими экономическими проблемами и было вынуждено просить Евросоюз и МВФ о предоставлении Португалии многомиллиардных кредитов.

## Результаты
По данным exit-polls, правящая Социалистическая партия потерпела поражение (она получила примерно 24,4—30 % голосов), а оппозиционная Социал-демократическая партия во главе с Педру Пасушем Коэлью получила примерно 37—42,5 % голосов. Жозе Сократеш уже признал поражение и заявил о скором уходе в отставку с поста председателя Соцпартии. 6 июня Пасуш Коэлью начал переговоры о формировании нового правительства.
| Партия | Партия                                        | Голосов, %, Δ             | Мест, Δ  |
| ------ | --------------------------------------------- | ------------------------- | -------- |
|        | Социал-демократическая партия                 | 2 145 452 (38,63 %) ▲ 9.5 | 105 ▲ 27 |
|        | Социалистическая партия                       | 1 557 864 (28,05 %) ▼ 8,5 | 73 ▼ 23  |
|        | Народная партия                               | 652 194 (11,74 %) ▲ 1,3   | 24 ▲ 2   |
|        | Коалиция демократического единства            | 440 850 (7,94 %) ▬        | 16 ▲ 1   |
|        | Левый блок                                    | 288 076 (5,19 %) ▼ 4,6    | 8 ▼ 8    |
|        | Португальская коммунистическая партия рабочих | 62 491 (1,13 %) ▲ 0,2     | 0 ▬      |
|        | Партия национального обновления               | 17 742 (0,32 %)           | 0 ▬      |

Ещё четыре места займут представители Азорских островов, Мадейры и португальской диаспоры.
Социал-демократическая партия получила от 23,7 % голосов в округе Бежа до 51,8 % в округе Браганса, Социалистическая партия — от 14,7 % на Мадейре до 34,8 % в округе Каштелу-Бранку, Народная партия — от 7,3 % в округе Бежа до 13,8 % в Лиссабоне, Коалиция демократического единства — от 2,5 % на Азорских островах до 25,4 % в округе Бежа.